# 2008年北基伍戰役
2008年北基伍戰役是一場正於剛果民主共和國北基伍省東部進行的武裝衝突，交戰雙方分別為獲聯合國支援的剛果民主共和國軍隊，及恩孔達將軍領導的圖西族民兵。
這場戰鬥於2008年10月25日起發生，近25萬名平民離開家園，使基伍衝突中被迫逃離的人數增至超過200萬。